# Pinhal Grande
Pinhal Grande este un oraș în Rio Grande do Sul (RS), Brazilia.